# Municipio de West Newton
El municipio de West Newton (en inglés: West Newton Township) es un municipio ubicado en el condado de Nicollet en el estado estadounidense de Minnesota. En el año 2010 tenía una población de 423 habitantes y una densidad poblacional de 4,27 personas por km².

## Geografía
El municipio de West Newton se encuentra ubicado en las coordenadas 44°24′26″N 94°33′39″O / 44.40722, -94.56083. Según la Oficina del Censo de los Estados Unidos, el municipio tiene una superficie total de 98.99 km², de la cual 97,67 km² corresponden a tierra firme y (1,33 %) 1,31 km² es agua.

## Demografía
Según el censo de 2010, había 423 personas residiendo en el municipio de West Newton. La densidad de población era de 4,27 hab./km². De los 423 habitantes, el municipio de West Newton estaba compuesto por el 99,76 % blancos, el 0,24 % eran de otras razas. Del total de la población el 0,47 % eran hispanos o latinos de cualquier raza.